# O Sol (jornal)
O Sol foi um jornal do Rio de Janeiro, em formato tablóide, que circulou entre setembro de 1967 e janeiro de 1968.
Surgiu como um suplemento cultural do Jornal dos Sports. Dois meses depois do lançamento, porém, passou a circular de forma independente. Reunia na sua redação, sob o comando de Reynaldo Jardim e dos editores Zuenir Ventura e Ana Arruda Callado, cerca de 30 jovens formados nas faculdades de jornalismo, uma novidade no Brasil da época. As reportagens eram editadas por Pedro Paulo Lomba (Editor Especial), Adolfo Martins (Educação), Carlos Heitor Cony (Polícia), Estella Lachter (Cidade), Galeno de Freitas (Internacional), Marta Alencar (Features) e Ricardo Gontijo (Política Nacional). Também trabalhou nele também a repórter e editora Geísa Teixeira Mello.
Com uma linguagem inovadora, influenciada pelo movimento da contracultura, influenciou diversos veículos da imprensa alternativa que surgiram nos anos seguintes, como O Pasquim.

## No cinema
Em 2006, a cineasta Tetê Moraes, que havia sido diagramadora do jornal, lançou o documentário O Sol - Caminhando contra o vento. O filme contou com depoimentos de Daniel Azulay, Sérgio Gramático, Carlos Heitor Cony, Gilberto Gil, Caetano Veloso, Ziraldo e Zuenir Ventura.